# 张坚 (1955年)
张坚（1955年9月—），男，河南泌阳人，中华人民共和国政治人物，二级大法官。在职研究生学历，管理学博士学位，刑事侦察高级工程师。曾任湖北省司法厅厅长、党委书记，安徽省高级人民法院党组书记、院长。

## 经历

### 仕途
1970年7月参加工作，1980年2月加入中国共产党，
历任湖北省荆门县知青、湖北省沙洋机床厂统计员、保管员、看守员、教育干事，湖北省沙洋公安局苗子湖派出所任民警、副所长，湖北省沙洋苗子湖农场副政委、党委委员，湖北省沙洋农管局管教处处长。1994年3月，任湖北省监狱管理局副局长、副书记；1997年7月任湖北省监狱管理局局长；2000年7月任湖北省司法厅副厅长、省监狱管理局局长；2003年1月任湖北省司法厅厅长、党委书记，湖北省监狱管理局第一政委、书记；2008年2月任湖北省高级人民法院党组副书记、常务副院长（正厅级）。
2013年1月，任安徽省高级人民法院院长、党组书记。2018年1月退休。

### 落马
2019年8月25日，因涉嫌严重违纪违法，接受中央纪委国家监委纪律审查和监察调查。
2020年1月22日被开除党籍、取消待遇、移送检察机关依法审查起诉。
2020年11月26日，福建省厦门市中级人民法院一审公开开庭审理了安徽省高级人民法院原院长张坚受贿一案。厦门市人民检察院指控：1995年至2019年，被告人张坚利用担任湖北省监狱管理局副局长、局长，湖北省司法厅副厅长、厅长，湖北省高级人民法院副院长，安徽省高级人民法院院长等职务上的便利，接受他人请托，在工程承揽、案件审理等事项上为他人谋取利益；利用本人职权或者地位形成的便利条件，通过其他国家工作人员职务上的行为，在人事调动、民事执行等事项上为他人谋取不正当利益，收受他人财物共计折合人民币7179万余元。
2021年9月14日，福建省厦门市中级人民法院公开宣判安徽省高级人民法院原院长张坚受贿案，对被告人张坚以受贿罪判处有期徒刑十五年，并处罚金人民币五百万元；对张坚受贿所得财物及孳息予以追缴，上缴国库。张坚当庭表示服从判决，不上诉。